# تاتسورو سایتو
تاتسورو سایتو (انگلیسی: Tatsuru Saito؛ زادهٔ ۸ مارس ۲۰۰۲) جودوکار اهل ژاپن است.